# Andrea Petagna
Andrea Petagna (ur. 30 czerwca 1995 w Trieście) – włoski piłkarz, występujący na pozycji napastnika we włoskim klubie AC Monza, do którego jest wypożyczony z SSC Napoli. Wychowanek Milanu, w swojej karierze grał także w takich zespołach jak UC Sampdoria, Latina, Vicenza, Ascoli oraz SPAL.

## Statystyki kariery
(aktualne na dzień 17 lutego 2019)
| Klub                | Sezon              | Liga               | Liga  | Liga   | Puchar kraju | Puchar kraju | Europa | Europa | Suma  | Suma   |
| Klub                | Sezon              | Liga               | Mecze | Bramki | Mecze        | Bramki       | Mecze  | Bramki | Mecze | Bramki |
| ------------------- | ------------------ | ------------------ | ----- | ------ | ------------ | ------------ | ------ | ------ | ----- | ------ |
| A.C. Milan          | 2012/13            | Serie A            | 0     | 0      | 0            | 0            | 1      | 0      | 1     | 0      |
| A.C. Milan          | 2013/14            | Serie A            | 3     | 0      | 1            | 0            | 0      | 0      | 4     | 0      |
| UC Sampdoria (wyp.) | 2013/14            | Serie A            | 3     | 0      | 2            | 0            | –      | –      | 5     | 0      |
| Latina (wyp.)       | 2014/15            | Serie B            | 10    | 0      | 1            | 0            | –      | –      | 11    | 0      |
| Vicenza (wyp.)      | 2014/15            | Serie B            | 14    | 1      | 0            | 0            | –      | –      | 14    | 1      |
| Ascoli (wyp.)       | 2015/16            | Serie B            | 18    | 4      | 0            | 0            | –      | –      | 18    | 4      |
| Atalanta BC         | 2015/16            | Serie A            | 0     | 0      | 0            | 0            | –      | –      | 0     | 0      |
| Ascoli (wyp.)       | 2015/16            | Serie B            | 14    | 3      | 0            | 0            | –      | –      | 14    | 3      |
| Atalanta BC         | 2016/17            | Serie A            | 34    | 5      | 2            | 0            | –      | –      | 36    | 5      |
| Atalanta BC         | 2017/18            | Serie A            | 29    | 4      | 2            | 0            | 8      | 2      | 39    | 6      |
| SPAL 2013 (wyp.)    | 2018/19            | Serie A            | 22    | 9      | 1            | 1            | –      | –      | 23    | 10     |
| Ogólnie w karierze  | Ogólnie w karierze | Ogólnie w karierze | 147   | 26     | 9            | 1            | 9      | 2      | 165   | 29     |